# Romain-sur-Meuse
Romain-sur-Meuse é uma comuna francesa na região administrativa de Grande Leste, no departamento de Haute-Marne. Estende-se por uma área de 16,44 km². Em 2010 a comuna tinha 94 habitantes (densidade: 5,7 hab./km²).

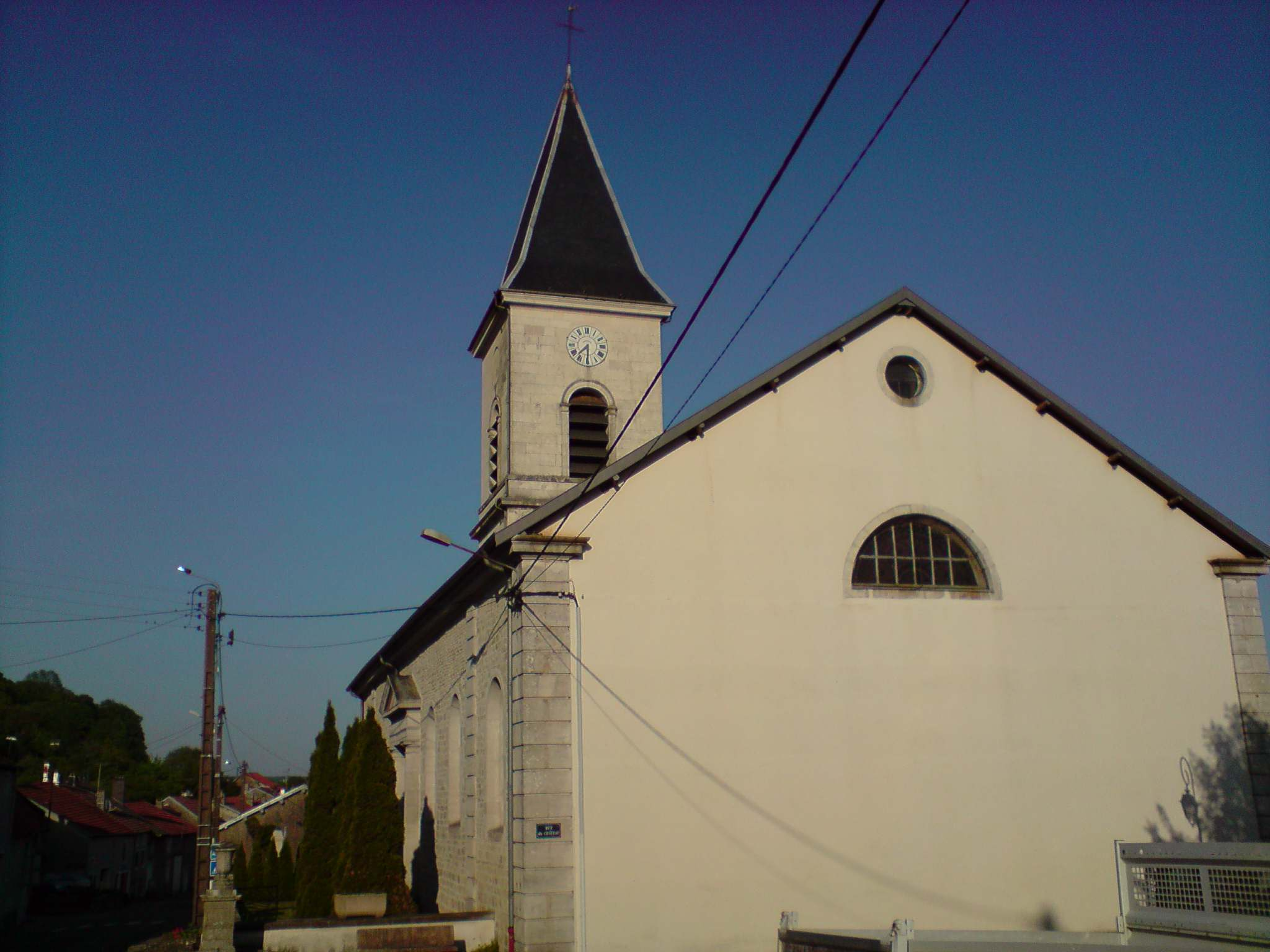